# Alexandre de Marenches
Il conte Alexandre, François, Marie, Joseph de Marenches (Saint-Aubin-sur-Gaillon, 7 giugno 1921 – Monaco, 2 giugno 1995) è stato un ufficiale, imprenditore e agente segreto francese, direttore generale del Service de documentation extérieure et de contre-espionnage.

## Biografia

### Famiglia
Discendente di una anziana famiglia di origini piemontesi, installatasi nella Franca-Contea nel XV secolo e legata a diverse grandi famiglie nobiliari europee, tra cui gli Asburgo-Lorena, Alexandre è il figlio del capitano Charles-Constant-Marie de Marenches (1881-1931), saint-cyriano, aiutante di campo del Maresciallo Foch e rappresentante (insieme a Aldebert de Chambrun) del Maresciallo Petain presso il Generale Pershing, e di Marguerite Clark de L'Estrade (1881-1968), vedova statunitense, discendente di un'anziana famiglia di ugonotti installatasi negli Stati Uniti a seguito della revoca dell'editto di Nantes (1685).
Alexandre de Marenches è allievo all'École des Roches, a Verneuil-sur-Avre (Normandia) e poi a Friburgo (Svizzera), cosa che gli permette di entrare in relazione con delle élite dirigenti. Suo padre muore quando egli ha una decina di anni.
Nel 1953, egli sposa Lilian-Mary Witchell, infermiera scozzese del Corps expéditionnaire français en Italie, che egli aveva incontrato nel 1944, morta a Morges il 23 agosto 2012, e con la quale aveva avuto un figlio, Anselme (1956-1971), morto a seguito di un incidente su un ciclomotore a Grasse.
Senza eredi dopo il decesso prematuro dell'unico figlio, egli crea insieme alla moglie la Fondation Comte et Comtesse de Marenches il 7 ottobre 1991 Losanna. Questa fondazione ha diversi obiettivi, tra cui: conservare gli archivi della Famiglia de Marenches per permetterne il loro studio; creare delle borse di studio per studenti in geopolitica; conservare e gestire i beni dalla Famiglia de Marenches (tra i quali lo Château de Pisy a Pisy).
Poiché da secoli la Famiglia de Marenches aveva un solo erede maschio e Alexandre de Marenches non fece eccezione a questa regola, la scomparsa prematura del figlio di Marenches segnò anche la fine della dinastia familiare. Tuttavia, Alexandre de Marenches ha avuto un figlio naturale, nato negli anni 50, che si chiama Jean-Edouard Lacarde.
Alexandre de Marenches era membro del Jockey Club de Paris, uno dei club per gentiluomini francesi tra i più esclusivi ed elitari.

### Carriera militare
Durante la seconda guerra mondiale, rifiutando la sconfitta della battaglia di Francia, egli si arruola anel 1939 a 18 anni, mentendo sulla propria età e nazionalità, nella cavalleria – poi dopo il 1940 nella resistenza francese – fornendo delle informazioni all'ambasciata statunitense a Vichy circa le attività dei tedeschi. Sfuggì all'arresto da parte della Gestapo nel 1942 e raggiunse la Spagna – dove fu prigioniero –, attraversando i Pirenei a piedi, per poi dirigersi verso Algeri. Egli integra nel 1942, l'armée française nell'Africa del nord e partecipa alla campagna d'Italia (1943-1945), dove diventa interprete e ufficiale di collegamento del Generale Juin. Partecipa alla battaglia di Montecassino, durante la quale fu ferito, e aiuta nel coordinamento tra le forze statunitensi e il Corps expéditionnaire français en Italie nell'avanzata alleata verso Roma. Ferito più volte, fa la conoscenza di un'infermiera scozzese che sposerà alcuni anni dopo.
Nel gennaio 1946, ègli è allo Stato maggiore della Difesa nazionale, poi lascia l'Armée française nello stesso anno. Compiendo in seguito dei periodi di riserva militare, egli otterrà alla fine il grado di colonnello. Si occupa quindi in particolare della gestione dell'impresa familiare (Société générale thermique). Allo stesso tempo si occupa di mantenere delle relazioni che gli servono anche da copertura.
Non fu gollista; come molti ufficiali all'epoca, non fu soddisfatto della fine dell'Algeria francese e più volte prese la difesa del Maresciallo Juin. Nel 1967, egli è alla testa delle 10 persone che scortano la bara del Maresciallo Juin durante i suoi funerali.

### Capo dello SDECE
Mentre Michel Debré, ministro della Difesa nazionale, vorrebbe Jean-Émile Vié a capo dello SDECE (i servizi segreti esterni), il cognato di Georges Pompidou, François Castex, suggerisce a quest'ultimo il nome di Marenches, che egli ha conosciuto nel Corps expéditionnaire français en Italie durante la guerra. Pierre Messmer, ex ministro delle Forze armate, raccomanda inoltre la sua candidatura. Questa candidatura è anche appoggiata da Marie Dupuy, direttrice di gabinetto di Georges Pompidou, che è un'amica di Marenches dai tempi della campagna d'Italia, dove era una soccorritrice. Desideranto mettere a capo dei servizi segreti qualcuno che non aveva legami con i servizi, Pompidou sceglie quindi Marenches. Durante il consiglio dei Ministri del 6 novembre 1970, Marenches è nominato a capo del Service de documentation extérieure et de contre-espionnage (che nel 1982 diventerà la DGSE), dal Presidente della Repubblica Pompidou. Marenches sostituisce nel posto di direttore generale il generale Eugène Guibaud. La sua nomina è una delle conseguenze degli affari Ben Barka e Marković che avevano coinvolto i servizi segreti francesi. Pompidou, che era stato personalmente toccato dall'affaire Marković, fa appello quindi a Marenches per riformare profondamente il servizio. Tra le qualità di Marenches: essere un civile (non un militare), essere un imprenditore (e non un politico o un funzionario), essere un ricco aristocratico (e la cosa lo rendeva "indipendente" da "pressioni" esterne), essere legato al mondo-anglosassone ed avere importanti contatti personali nei cerchi militari e di spionaggio. Marenches comincerà la sua missione con delle epurazioni senza precedenti, ristruttura i servizi (ed in particolare il Service Action), migliora le condizioni di lavoro e di carriera, crea il Centro di intercettazione elettromagnetica di Domme, e, soprattutto, rilancia le attività clandestine e avvia la nuova missione di spionaggio industriale. Lo SDECE negli anni precedenti oltre allo spionaggio militare aveva svolto anche dello spionaggio politico, cosa che aveva creato delle crisi e degli scandali, Marenches orienterà il servizio verso lo spionaggio economico.
A partire dal 1975, cominciano tutte le grandi operazioni clandestine, in particolare in Repubblica Centrafricana, dove lo SDECE destituisce l'Imperatore Bokassa nel settembre 1979. Sotto l'impulso di Marenches, lo SDECE si orienta anche verso ciò che è oggi la DGSE, uno strumento di analisi geopolitica.
Le sue qualità linguistiche e la sua eloquenza gli permettono di comunicare senza difficoltà con i suoi omologhi anglofoni, e, desiderando «far beneficiare la Francia delle sue relazioni», egli diventa l'intelocutore privilegiato di numerosi Capi di Stato nel mondo e grande amico del re del Marocco Hasan II, ed è eletto membro dell'Académie marocaine. Dopo l'elezione alla presidenza degli Stati Uniti di Ronald Reagan (1981), Marenches sarebbe divenuto, secondo il giornalista statunitense John K. Cooley, uno dei più vicini consiglieri del Presidente circa la condotta degli affari in Afghanistan.
Dal 1977 al 1981, egli ha Michel Roussin come direttore di gabinetto, ma anche Didier Faure Beaulieu occuperà ugualmente questa funzione. Marenches riorganizza il Service Action ed elabora una strategia basata sulla lotta contro l'impero comunista sovietico, che egli vede come il nemico principale. Egli inventa il Safari Club, una sorta di cerchio di servizi segreti, comprendenti i servizi segreti francesi (SDECE), egiziani (GID), marocchini (DGST), persiani (SAVAK) e sauditi (GIP) per lottare con la sovversione comunista in Africa.
Dal 1977 al 1981, il Safari Club permetterà di organizzare diverse operazioni in Africa e in Medio Oriente, senza che lo SDECE (e quindi la Francia) risulti coinvolto. Tra le operazioni: aiuto all'UNITA per la liberazione dell'Angola, formazione di agenti segreti dei membri del Safari Club in Marocco e in Tunisia e fornitura di materiali di trasmissione ed armamenti. Grazie a questi contatti, i servizi francesi utilizzeranno i mezzi aerei del club, per essere più discreti nelle loro operazioni in Africa; inoltre grazie al club i francesi riusciranno ad ottenere i piani completi del missile terra-aria Strela-2, che rappresentava una minaccia costante per l'aviazione francese in Africa.
Egli mette in opera una serie di «operazioni», in particolare in Africa. Egli entra quindi in conflitto con Jacques Foccart (che all'epoca era a capo della Françafrique).
Marenches, nell'ottica della guerra fredda, concentra i suoi interessi e le sue attenzioni in Africa ed in Medio Oriente ed intrattiene dei contatti; ad esempio per facilitare importanti contratti militari, in particolare con l'Iraq, tra cui la vendita di 72 Mirage F1 nel 1977.
Ma rifiutando di servire in un governo con dei ministri comunisti, quale il primo governo Mauroy a seguito dell'elezione alla Presidenza della Repubblica di François Mitterrand, egli si dimette dalle sue funzioni il 12 giugno 1981.

### Ultimi anni
Il 18 maggio 1981 un decreto del Presidente Valéry Giscard d'Estaing nomina Marenches consigliere di Stato in servizio ordinario.
Dopo le dimissioni dallo SDECE, egli continua comunque ad offrire i suoi «consigli e servizi ai re e ai principi dei suoi amici». Nel 1986 egli pubblica un libro di memorie – Dans le secret des princes, pubblicato in italiano col titolo I segreti dei potenti – sotto la forma di un'intervista con la giornalista Christine Ockrent. Nel libro spiega, tra le altre cose, che l'amministrazione statunitense di Jimmy Carter ha volontariamente provocato la caduta del regime dello Scià di Persia Mohammad Reza Pahlavi, poiché quest'ultimo non era sufficientemente democratico e perché sviluppava un programma nucleare. In questo libro, a pagina 136, egli cita anche un incontro che egli ha avuto a Parigi con il «capo dei servizi israeliani». Visto il suo riferimento ad Entebbe, e facendo dei raggruppamenti di date dei due responsabili, Marenches ha incontrato Yitzhak Hofi, capo del Mossad, in diverse occasioni tra il 1974 e il 1982. Nel libro Marenches descriveva in particolare lo scenario secondo lui implacabile che doveva seguire l'invasione sovietica dell'Afghanistan, ovvero la discesa rapida dei russi verso il mare di Oman.
Sempre in questo libro, ha raccontato alcuni segreti di spionaggio e cospirazioni, inclusa l'allegazione secondo cui gli alleati occidentali avrebbero discusso dell'assassinio del leader libico Muʿammar Gheddafi. Marenches ha anche suscitato polemiche dicendo che circa 10 tonnellate di documenti della Gestapo, rimasti nel quartier generale dello SDECE e secondo questi documenti alcuni eminenti francesi che sostenevano di essere eroi della resistenza erano in effetti stati pagati dai nazisti, Marenches si è tuttavia rifiutato di identificarli.
Nel 1994, a seguito della cattura di Carlos lo sciacallo, in un'intervista, Marenches rivelò che aveva dato mandato al Service Action di "neutralizzare" Carlos e che i suoi servizi furono "impediti" nel 1976 nel compimento dell'operazione.
Marenches muore nel 1995 al Centre Cardio-Thoracique del Principato di Monaco a causa di un infarto. Egli è inizialmente sepolto al cimitero Nord di Dole, in seguito la vedova lo fa riesumare e cremare, insieme al loro figlio; le loro ceneri sono poi deposte in una cappella.

## Distinzioni

### Omaggi
- rue des Marenches a Dole[25]
- promozione «Alexandre de Marenches» del 1995 all'École spéciale militaire de Saint-Cyr[18]

### Opere
- (FR) Christine Ockrent e Alexandre de Marenches, Dans le secret des princes, Parigi, Stock, 1986, ISBN 2-234-01879-X, SBN CFI0893124, bnf:34876856 .
- (FR) Alexandre de Marenches, Nicole Houstin, Jean-Louis Mathieu e Marc Nouschi, Atlas géopolitique, Parigi, Stock, 1988, ISBN 2-234-02021-2, SBN LIA0818761, bnf:40570688 .

Traduzioni
- Christine Ockrent e Alexandre de Marenches, I segreti dei potenti, traduzione di Adele Marini di Dans le secret des princes, Milano, Longanesi, 1987, ISBN 88-304-0740-2, SBN CFI0110901.
- (EN) Alexandre de Marenches e Christine Ockrent, The evil empire : the Third World War now, traduzione di Dans le secret des princes, Londra, Sidgwick & Jackson, 1988, ISBN 0-283-99491-6, OCLC 1037773746.
- (EN) Alexandre de Marenches e David A. Andelman, The fourth world war : diplomacy and espionage in the age of terrorism, aggiornamento di Dans le secret des princes, New York, Morrow, 1992, ISBN 0-688-09218-7, OCLC 955168519.

### Scritti su
- (FR) Claude Faure, Chapitre 22 - Les services du compte, in Aux services de la République : du BCRA à la DGSE, Parigi, Fayard, 2004, ISBN 2-213-61593-4, bnf:39253110 .
- (FR) Jean-Christophe Notin, Le maître du secret, Alexandre de Marenches, Parigi, Tallandier, 2018, ISBN 979-10-210-3129-6, bnf:45466345 .

Articoli
- (FR) Jean-Pierre Joulin, L'espion qui venait de la «haute» (PDF), in Le Nouvel Observateur, 26 ottobre 1970.
- (FR) Jean-Pierre Joulin, La relève des agents secrets (PDF), in Le Nouvel Observateur, 8 febbraio 1971,  p. 19.
- (FR) Jean-Pierre Joulin, La relève des agents secrets (PDF), in Le Nouvel Observateur, 8 febbraio 1971,  p. 20.
- (FR) Le Monde, M. Alexandre de Marenches est nommé conseiller d'État, in Le Monde, 14 maggio 1981.
- Giovanni Cantoni, Alexandre de Marenches: Mikhail Gorbaciov e gli “struzzi”, in Cristianità, n. 178, Alleanza Cattolica, febbraio 1990.
- (FR) Jean Guisnel, Alexandre de Marenches exfiltré vers l'au-delà, in Libération, 5 giugno 1995.
- (EN) Reuters, Alexandre de Marenches, 73, Ex-Head of French Spy Agency, in The New York Times, 5 giugno 1995.
- (FR) Christine Ockrent, Le seigneur de l'ombre, in L'Express, 8 giugno 1995.
- (EN) Douglas Johnson, OBITUARY:Alexandre de Marenches, in The Independent, 14 giugno 1995.
- (FR) Béchir Ben Yahmed, Les services secrets: Alexandre de Marenches, in Jeune Afrique, 21 agosto 2006.